# Tourismus in Niedersachsen
Der Tourismus in Niedersachsen ist ein mit etwa 89.000 Sozialversicherungspflichtig Beschäftigten im Gastgewerbe ein wichtiger Wirtschaftsfaktor. Mit rund 15.000.000 Gästen und 40.000.000 gewerblichen Übernachtungen sowie knapp 5.000.000 Millionen Übernachtungen auf Campingplätzen im Jahr 2018 gehört Niedersachsen zu den fünf beliebtesten Bundesländern. Die Touristen stammen dabei zu 90 % aus Deutschland. Zu den gewerblichen Übernachtungen kommt noch eine erhebliche Anzahl durch Besucher, die bei Bekannten oder in Privatquartieren unterkommen. Die beliebtesten Ziele sind dabei die Nordseeküste, die Ostfriesischen Inseln, die Lüneburger Heide sowie der Harz. Die größten Besucherströme erlebt das Land in den Sommermonaten Juli und August.

## Touristenziele

### Nordsee
Die niedersächsische Nordseeküste erstreckt sich zwischen dem Dollart und der Elbmündung über 200 Kilometer. Die bedeutendsten Touristenzentren sind Emden, Wilhelmshaven und Cuxhaven. Die Hauptbesuchszeit sind die Sommermonate. Die Möglichen Aktivitäten sind das Sonnenbaden am Sandstrand, das Schwimmen in der Nordsee sowie das Wattwandern im Nationalpark Niedersächsisches Wattenmeer.

### Harz
Im Sommer ist der Harz hauptsächlich Ziel von Wandertouristen. Im Winter gibt es im Harz die Möglichkeit Wintersport wie Skilanglauf, Ski-Alpin oder Rodeln zu betreiben.

### Weserbergland
Das Weserbergland ist eine attraktive touristische Destination und erstreckt sich von Hann. Münden im Süden bis nach Minden im Norden mit z. B. dem Solling als großes zusammenhängendes Waldgebiet. Der Weserradweg ist einer der bekanntesten und beliebtesten Radwege Deutschlands. Das Weserbergland ist – z. B. am Köterberg – das Motorrad-Revier vor der Haustür der Bikerfreunde Norddeutschlands.